# 薩爾卡哈

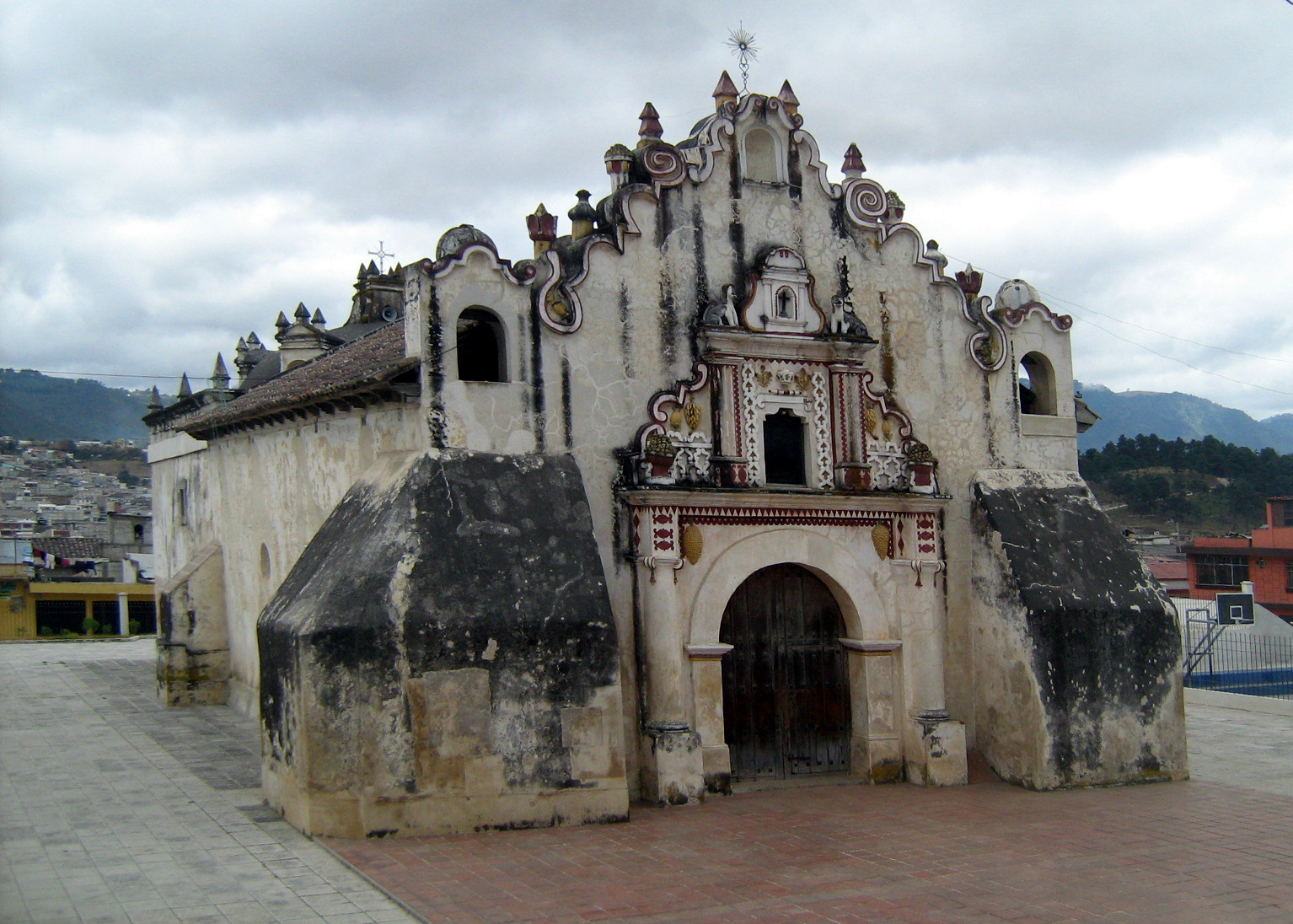

薩爾卡哈是危地馬拉的城鎮，由克薩爾特南戈省負責管轄，位於該國西南部，距離首府克薩爾特南戈9公里，始建於1776年，面積12平方公里，海拔高度2,322米，2009年人口17,535。

## 外部連結
- Official website （页面存档备份，存于） (Spanish only)

http://www.pbase.com/magpiejst/image/40816201 （页面存档备份，存于）
14°53′N 91°27′W / 14.883°N 91.450°W